# Étienne Marcellin Granier-Blanc
Étienne Marcellin Granier-Blanc, en religion Frère Sennen, (né le 13 juillet 1861 à Coupiac et mort le 16 janvier 1937 à Marseille), est un botaniste et explorateur français, frère des Écoles chrétiennes de la Salle.

## Biographie
Étienne Marcellin Granier-Blanc est né le 13 juillet 1861 à Moussac, hameau de la commune de Coupiac, dans le département de l'Aveyron.
Frère des Écoles chrétiennes sous le nom de Frère Sennen, il se consacre à la botanique, d'abord en France dans le Languedoc. Il se rend ensuite en Espagne, à Barcelone. Il herborise également autour de Béziers, de Prades[pas clair], puis dans la région de l'Ampurdan en Espagne, et élargit ensuite ses études à toute l'Espagne. Il effectue des recherches aux environs de Melilla au Maroc.
Il est nommé vice-président de la Société botanique de France ainsi que président de la « Sociedad Iberica de Ciencias Naturales », correspondant de l’Académie de Sciences et Arts de Barcelone, membre honoraire de l'« Institucio Catalana de Ciencies Naturals ».
Il décède à Marseille, à Saint-Louis-la-Calade (XVe arrondissement), le 16 janvier 1937.

## Travaux
Il a participé à des explorations botaniques approfondies de la péninsule ibérique, du sud de la France et du Maroc, constituant un vaste herbier. En outre, il a distribué plus de 400 000 fiches aux principales institutions européennes de son temps. Son herbier, avec 85 000 spécimens, est très important pour interpréter les nombreuses propositions de nomenclature faites par cet auteur. Ses différentes duplications se trouvent par exemple dans l'herbier de l'Institut Botànic de Barcelona (BC)". L'école La Salle Bonanova de Barcelone possède également une herboristerie avec 40 000 échantillons prélevés par ce religieux.

## Publications
- 1894. Fr. Sennén et abbé H. Coste : Plantes adventices observées dans la vallée de l’Orb à Bédarieux et à Hérépian. Bulletin de la Société Botanique de France (BSBF), XLI, p.98-113.
- 1900. Comptes rendus des recherches botaniques faites par les Frères des Ecoles chrétiennes de La Nouvelle (Aude).BSBF, XLVII, p.424-146.
- 1912. Note sur la flore de l’Empordà. Bol.Soc. aragon. d. C. nat., 33 pages ; hommage à Linné.
- 1914. Plantes d’Espagne. Diagnoses et commentaires des années 1912 et 1913. Bull. de Géograph. Bot., p.220-252
- 1917. Flore de Catalogne. Additions et commentaires. Barcelone, 212 pages ; extr. Bull. Inst. Catal. D’Hist. Nat.
- 1918. Catalogo del herbario barcelonès. Barcelona, 1918. In-8°, XXIV-71 pages.
- 1926. Plantes d’Espagne. Diagnoses et commentaires. Zaragoza. impr. Canfranc, 274 pages; extr.du Bol. Soc. Iber. de C. nat., années 1917 à 1924.
- 1928. Plantes d’Espagne. Bol. Soc Iber. de C. nat., XXVII, n°6-12 et XXVIII, n° 1-4, Zaragoza, 1928-1929
- 1928-1930. La Flore de Tibidabo. In: Le Monde des Plantes, XI-XII, 1928, mai-juin, p.4, 1928 ; I-II , 1929 ;1930 , n°183 , p.14-16 et n° 184 , p. 23-24.
- 1930-1936. Plantes d’Espagne. Diagnoses et commentaires, 2eme partie, Bol. Soc. Iber. de C. nat., separata de 257 pages.
- 1933. Catalogo de la flora del Rif Oriental y principalmente de las cabilas limitrofes con Melilla. Melilla, impr. EC., 120 pages.
- 1936. Campagnes botaniques au Maroc Oriental de 1930 à 1935, des Frères Sennén et Mauricio. Madrid, 160 pages.
- 1910. Une nouvelle fougère pour l'Europe. Ed. Impr. de Monnoyer
- 1929. "La flore du Tibidabo". Monde des Plantes, mai 1928-avril 1929. Imprimerie moderne, M. Ch. Duffour ed. (Agent)
- 1931. La flore du Tibidabo. Œuvres du Musée des Sciences Naturelles de Barcelone, XV. Barcelone
- 1931. Campagne botanique au Maroc, Ed. Impr. de Brulliard

Livres
- 1935. Plantes d'Espagne. Barcelone, 1906-1935, environ 10 000 étiquettes.
- 1914. Plantes d'Espagne: Notes et diagnoses des années 1912 et 1913. - 4ª Nota. / par Brother Sennen. Taureau. Geogr. Bot. 24 (295-296-297): 220-250 texte en ligne.
- "Herbier" Archivé de l'original le 3 avril 2007.

## Distinctions
- Chevalier de la Légion d'honneur